# بشر بن موسى
بشر بن موسى بن صالح أبو علي الأسدي محدث معروف.

## نسبه
هو بشر بن موسى بن صالح بن شيخ بن عميرة بن حيان بن سراقة بن مرثد بن حميري ثم نسبه كما قدمنا من نسب بشر بن حيان

## حياته
كان أباؤه من أهل البيوتات والفضل والرياسات والنبل وأما هو في نفسه فكان ثقة أمينا عاقلا ركينا أخبرنا إبراهيم بن مخلد بن جعفر المعدل حدثني إسماعيل بن علي الخطبي حدثنا أبو علي بشر بن موسى بن صالح بن شيخ بن عميرة حدثنا روح بن عبادة حدثنا حبيب يعني الشهيد عن الحسن قال ثمر الجنة لا إله إلا الله حدثنا يحيى بن علي بن الطيب الدسكري أخبرنا أبو بكر بن المقرئ الأصبهاني قال سمعت محمد بن الحسن بن أبي خبزة البزاز قال سمعت بشر بن موسى يقول سمعت أبا أسامة يقول حدثنا هشام بن عروة فلم أحفظ عنه غير هذا قرأت في كتاب أبي الحسن علي بن الفرات بخطه حدثنا إسماعيل بن علي قال سمعت بشر بن موسى يقول ذهب بي خالي حيان بن بشر إلى يحيى بن آدم وصليت خلف أبي عمرو الشيباني النحوي فقرأ بسورة السجدة فسجد أخبرنا الحسن بن محمد الخلال وأحمد بن عبد الواحد الوكيل قالا حدثنا أحمد بن محمد بن عمران قال أنشدني أحمد بن خلف بن أيوب المعروف بالسايح قال أنشدني بشر بن موسى بن صالح الأسدي لنفسه:
ضعفت ومن جاز الثمانين يضعف
وينكر منه كل ما كان يعرف
ويمشي رويدا كالأسير مقيدا
تدانى خطاه في الحديد ويرسف

## شيوخه
سمع من روح بن عبادة حديثا واحدا ومن حفص بن عمر العدني حديثا واحدا وسمع الكثير من هوذة بن خليفة البكراوي والحسن بن موسى الأشيب وخلاد بن يحيى وأبي عبد الرحمن المقرئ وخلف بن الوليد وأبي نعيم الفضل بن دكين وعلي بن الجعد وعبد الصمد بن حسان وعبد الله بن الزبير الحميدي وإسماعيل بن الخليل الخزاز وسعيد بن منصور وأبي سعيد الأصمعي وعمر بن حكام وعبد الله بن صالح العجلي وغيرهم

## تلاميذه
روى عنه : يحيى بن صاعد ومحمد بن مخلد وإسماعيل بن محمد الصفار وأبو الحسين بن المنادي ومحمد بن العباس بن نجيح وأحمد بن سليمان النجاد وعبد الصمد بن علي الطستي وأحمد بن كامل وعبد الباقي بن قانع القاضيان وأبو عمر الزاهد وجعفر الخالدي وإسماعيل الخطبي وأبو بكر الشافعي وبن مالك القطيعي وأبو علي بن الصواف وغيرهم

## ثناء العلماء عليه
حدثنا عن عبد العزيز بن جعفر الحنبلي قال أخبرنا أبو بكر أحمد بن محمد بن هارون الخلال قال وبشر بن موسى بن صالح بن شيخ بن عمير الأسدي شيخ جليل مشهور قديم السماع كان أبو عبد الله يعني أحمد بن حنبل يكرمه وكتب له إلى الحميدي إلى مكة أخبرني الأزهري قال سئل الدارقطني عن بشر بن موسى فقال ثقة حدثني الحسن بن محمد الخلال عن أبي الحسن الدارقطني قال بشر بن موسى الأسدي ثقة نبيل

## وفاته
قرأت في كتاب بن الفرات حدثنا إسماعيل بن علي قال سمعت بشرا يقول سمعت أبي يقول ولدت سنة تسعين ومائة وكان ربما قال في أول سنة إحدى وتسعين أخبرنا محمد بن أحمد بن رزق أخبرنا إسماعيل بن علي الخطبي قال ومات أبو علي بشر بن موسى بن صالح بن شيخ بن عميرة الشيخ الخضيب الأسدي يوم السبت لأربع بقين من ربيع الأول سنة ثمان وثمانين يعني ومائتين وصلى عليه محمد بن هارون بن العباس الهاشمي صاحب الصلاة ودفن في مقبرة باب التبن وكان الجمع كثيرا